# RR Лиры
RR Лиры — переменная звезда в созвездии Лиры, расположенная рядом с границей созвездия Лебедя. Как самая яркая звезда в своём классе, она стала прототипом для класса переменных звёзд RR Лиры и тщательно изучена астрономами. Переменные RR Лиры используются как стандартные свечи, по которым измеряют расстояние в астрономии. На пульсацию переменной типа RR Лиры влияет масса, светимость и температура, а через разницу относительной звёздной величины и абсолютной звёздной величины определяется расстояние до неё по закону обратных квадратов. Таким образом, понимание соотношения период-светимость для нескольких локальных переменных звёзд типа RR Лиры позволяет определить расстояние до более удалённых звёзд такого же типа.
Переменная природа звёзд типа RR Лиры обнаружена шотландским астрономом Вильяминой Флеминг в обсерватории Гарвардского университета в 1901 году.
Расстояние до RR Лиры оставалось неопределённым до 2002 года, когда точный датчик наведения космического телескопа Хаббла определил с 5 % погрешности значение в 262 парсека (855 световых лет). В сочетании с полученными со спутника Hipparcos и других источников данными, общим результатом определено расстояние 258 парсек (841 световых лет).
Этот тип звёзд с малой массой, переработав водород в своих недрах, эволюционировал из главной последовательности и прошёл через стадию красного гиганта. В данной стадии энергия звезды вырабатывается благодаря термоядерному синтезу гелия в ядре, и начинается эволюционная стадия, называемая горизонтальной ветвью (ГВ). В результате температура внешней оболочки звезды на стадии ГВ постепенно увеличивается с течением времени. Когда звезда входит в стадию, называемую полосой нестабильности, характерную для спектрального класса А, начинается пульсация внешней оболочки. Звезды типа RR Лиры показывают такую закономерность пульсации, при которой видимая звёздная величина колеблется между 7.06-8.12 за короткий цикл продолжительностью 0.56686776 дней (13 часов, 36 минут). Каждая радиальная пульсация приводит к тому, что радиус звезды изменяется от 5,1 до 5,6 радиуса Солнца.
Такая звезда принадлежит к подклассу переменных типа RR Лиры, для которых характерно поведение, называемое эффектом Блажко, названным в честь русского астронома Сергея Блажко. Этот эффект происходит как периодическое изменение силы пульсации или фазы переменной звезды; иногда и того и другого. Эффект изменяет кривую графика светимости RR Лиры от цикла к циклу. В 2009 году причина этого эффекта ещё не до конца понятна. Период Блажко для RR Лиры составляет 39,1 ± 0,3 дня.
Как и в случае с другими переменными типа RR Лиры, в составе прототипа RR Лиры содержится меньше элементов тяжелее водорода и гелия; астрономы называют это металличностью. RR Лиры относится к звёздному населению II, образовавшемуся в ранний период существования Вселенной, когда звездообразующие области были менее насыщенны металлами. Траектория этой звезды пролегает по орбите, близкой к плоскости Млечного Пути, с отклонением 680 световых лет (210 парсек). У данной орбиты высокий эксцентриситет, составляющий в перицентре 6.80 тысяч световых лет (2.08 килопарсек) от галактического центра, и в апоцентре 59,9 тысяч световых лет (18.4 килопарсек).